# Borono

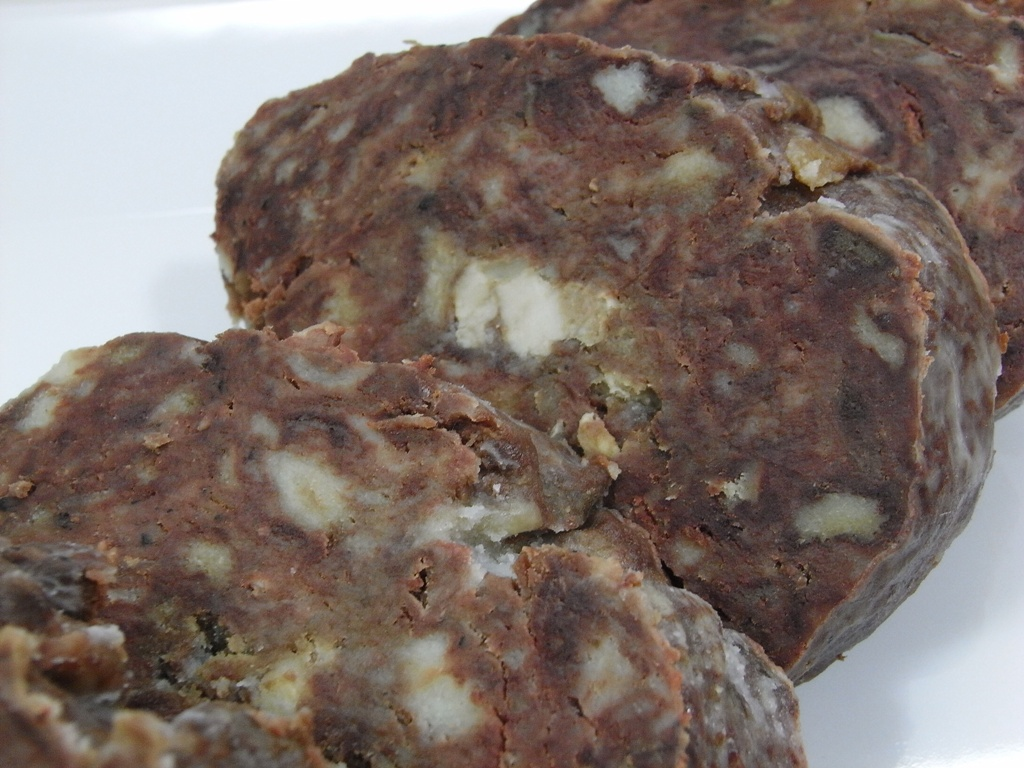
Borono

El borono es un producto típico de la comunidad de Cantabria, aunque también se extiende al norte de Palencia y el oriente de Asturias, donde es llamado "bolla", "emberzao" o "pantrucu". El borono se elabora a partir de una masa de sangre de cerdo, tripa de cerdo, cebolla, sal,  manteca, especias (comino, pimienta…), harina de maíz y harina de trigo. Esto depende de quien lo elabore, puesto que los ingredientes, sobre todo las especias pueden variar, como por ejemplo la pimienta. Esto hace que el borono de cada zona sepa diferente, por ejemplo hay una considerable diferencia entre el borono de Cervera (Palencia) al de Potes (Cantabria).

## Características
La sangre de cerdo hace que el borono quede con un color negro. El resultado final es una especie de "bola" negra, un poco alargada, en ningún caso como una morcilla, y bastante más gordo. Antiguamente se hacía la forma a mano a partir de la tripa del cerdo, que es lo que recubre el borono. Actualmente casi todos se hacen con máquinas, teniendo todos el mismo peso y aproximadamente la misma forma.

## Servir
Para servir el borono se puede hacer de múltiples formas, normalmente se come frito en el desayuno con leche muy fría. Para freírlo normalmente se suele cortar en finas rodajas y se deja hacer bien en un aceite bien caliente. También se suele comer para merendar o para cenar con azúcar, o con patatas fritas. Otras tantas con también chorizo frito, panceta, morro… etc.